# Helgi e Finnbogi
Helgi (fl. X secolo) e 
Finnbogi (fl. X secolo) furono due fratelli mercanti islandesi, nati alla fine del X secolo.

## Biografia
La Grœnlendinga saga dice che un'estate si recarono in Groenlandia. Qui strinsero un accordo con Freydís Eiríksdóttir, accettando di dividere i profitti di un viaggio nella neo-scoperta Vinland. Ognuno accettò di prendere 30 membri dell'equipaggio, ma Freydis in segreto ne assunse in numero maggiore.
A Vinland ci furono tensioni tra i due gruppi. Helgi e Finnbogi stabilirono un insediamento separato da quello di Freydis e della sua ciurma. Alla fine Freydis si recò alla capanna dei due fratelli, e si riappacificarono.
Freydis, una volta all'esterno, si colpì per far credere di essere stata trattata male. Quando tornò dal marito, questi le chiese chi l'avesse colpita. Freydis incolpò Helgi e Finnbogi  e, chiamandolo codardo, chiese vendetta o avrebbe divorziato. Il marito raggruppò i propri uomini ed uccise Helgi e Finnbogi, oltre a tutti gli uomini del loro campo. Quando si rifiutò di uccidere le donne, la stessa Freydis raccolse una scure e le massacrò. Tornata in Groenlandia, disse al fratello Leif Erikson che Helgi e Finnbogi avevano deciso di restare a Vinland.

## Nella cultura di massa
I due protagonisti del film Northman sono vagamente basati sulle persone di Helgi e Finnbogi.